# Harald Hals
Harald Hals, född 10 maj 1876 i Kristiania, död 20 februari 1959 i Oslo, var en norsk stadsplanearkitekt.
Harald Hals fick sin utbildning i Berlin, Stockholm och USA, 1926–1947 var han stadsplanechef i Oslo. Hals var i Norge banbrytande för de socialt inriktade stadsplaneteorierna och präglade höjandet av Oslos bostadsstandard. Hals lade i flera skrifter fram sina synpunkter, bland annat i Fra Christiania til Stor-Oslo (1929).